# 配角X³
《配角X³》（Supporting role Actor X³）為臺灣漫畫家宇文風之作品。2015年2月正式開始於東立出版社《龍少年》連載，單行本第一本於同年7月3日發售。
内容以「配角」的角度來描述故事。

## 概要
各種故事中，總是有人頂著主角光環，獲得凡人難遇的特殊際遇。關宗翔有3名過著主角級人生的好友，自己卻是個只能在一旁羨慕他們的天生配角命。某天在宗翔面前突然飛來一隻「吉祥物」，讓他以為機會終於輪到他了；牠卻要宗翔當個「配角」，當個讓主角友人們能過得更像主角的真正配角……

## 登場人物

### 主要角色
關宗翔
- 身高／體重：171 cm／60 kg
- 生日／血型：6月21日／AB型

本作的男主角，身負以配角身分協助讓「主角們」劇情精彩的重任。
因為熊的出現，得到了「物語連結」的力量，成為「理」的連結者。藉著裡之連結的特殊性獲得能操控自身周遭粒子的「EX連結」能力。
單行本第七卷中，透過生命監控裝置與複製的頭腦半活體，使自身能在死後發動「EX連結」重塑身體，進而達到死而復生的效果。
被 Phantom 視為破壞物語進展的「亂源X」。
物語連結的媒介是智慧型手機。
法爾雪莉·歇勒·加西亞
- 身高／體重：145 cm／39 kg
- 生日／血型：12月28日／B型

本作的女主角，同時為「武器」的連結者，能使用古今中外所有物語出現過的武器。隸屬 Phantom 6號，奉命監視宗翔。
能力「武器連結」：能使用所有物語中的武器，而且不只武器本身（硬體），就連使用技術（驅動程式）也能下載使用，核彈等級的武器也不例外。
物語連結的媒介是電擊棒。
熊（布拉克）
從天而降的謎樣生物，外型貌似臺灣黑熊，給予宗翔「物語連結」的力量。
除了宗翔，周遭的人都認知不到它的存在（包括法爾雪莉在內），會講人話。
龍天豪
- 身高／體重：186 cm／84 kg
- 生日／血型：10月17日／不明

妖怪系故事的主角。
話少，眼神兇惡，腦筋單純，看起來就像不良少年，但其實相當重視朋友和義氣，憨直但直來直往的個性常常在不知不覺中樹立許多敵人。非常擅長打架，小學五年級時曾經單槍匹馬把十幾個不良少年打到人仰馬翻。
和關宗翔是從小就認識的好友，為龍神混血兒與鬼神混血兒所生下的第三代混血，身上同時擁有上述兩者的力量，是妖怪社會中極為罕見的存在。
龍神和鬼神的力量分別以鎖鏈封印於左手和右手，因本體質量巨大，解除封印後地面會瞬間凹陷，能控制住力量的時間相當短，很快便會因為制御不住而被力量反噬，無法保有自身意識。
張結仁
- 身高／體重：175 cm／62 kg
- 生日／血型：5月19日／A型

超能力系故事的主角，「納維亞神想晶核」的持有主。小時候親眼目睹家人被「海盜」殺害而痛恨海盜。
在營救贏琳時更進一步掌握了神想晶核的力量，完成了他的具象鎧甲。
司馬羽
- 身高／體重：166 cm／51 kg
- 生日／血型：3月6日／O型

戀愛喜劇系故事的主角，平凡的內向少年，卻總是和多位女性有「意外的」肢體接觸。
贏托
反英雄系主角，高二生，為因家境貧困而奮發向上的有為少年，原本信任司法卻遭人陷害被判死刑，前世為秦王贏政，覺醒成為「Phantom」的魔族之王。
父親因被迫承擔上司的錯誤決策而被公司資遣並欠下鉅額負債，母親遭討債公司殺害後父親便開始酗酒，在一次父親因毒品失控及一連串事件後五位弟弟妹妹僅存贏琳和贏練。
能夠招喚各種魔界生物，主要驅使「六天劍邪」戰鬥。

### 蓋婭女神
主要使命是回收魔法晶核並保管之，避免那些強大的力量落入惡徒手裡危害世間。
維多莉亞·泰勒
張結仁線女主角。年紀輕輕便當上蓋婭女神的守護者，是百年難得一見的天才。
外貌出眾且成績優秀，但對料理一竅不通，相當喜歡法爾雪莉。
使用鐮刀和步槍合一的武器，多使用水的擬魔法。
伊莉絲曾稱呼她「人魚公主」
艾瑟爾·瓊斯（Ethel Jones）
蓋婭女神守護者，維多莉亞的師父，是守護者中的 TOP5 之一「爆焰的薔薇」。
武器是兩把巨大的狼牙棒，有著獨特的戰鬥美學。
珂拉·梅塔克薩斯（Cora Metaxas）
蓋婭女神見習生，維多莉亞的學妹。
伊莉絲
女神守護者的司令官兼總隊長，多使用大地的擬魔法。

### 封神聯盟
術法協會集合了各種術法單位成立的聯盟。
稻葉清一
稻葉一族的當家，作為封神聯盟日之國支部的代表前來帶龍天豪到日之國。
稻葉綾
稻葉清一的隨從。
安倍鳴海
日之國陰陽師中的十二神將之一，與龍天豪是舊識。
安倍櫻
鳴海的妹妹。

### Phantom
麥法拉為首的組織，由於發覺被不明人士植入「『Ｘ』是敵人」及其相關情報的暗示，決定指派法爾雪莉監視觀察。
在與宗翔交手幾次且需要他協助贏托的情況下暫且保持放任的態度。
將張結仁、龍天豪、司馬羽、贏托等四位「主角」稱為「中心點」。
麥法拉·V·阿西克特
「怪物」的連結者，Phantom 1號，過去的魔界大元帥。單論戰鬥能力擁有至高神相等級別的力量。
對魔族之王絕對忠誠，但對於命令並不會完全遵從。
迪蘭·傑利
前 Phantom 2號，Phantom 的叛徒。是個惡魔，認為人類本來就是垃圾。
菲拉·戴維斯
「裝」的連結者，Phantom 3號，將法爾雪莉當作妹妹。
瑪莉·珍
「臨記」的連結者，Phantom 4號，相當崇拜主帥麥法拉。
能夠招喚各種「臨時演員」為自己辦事，令人防不勝防。
鄭元
「空間」的連結者，Phantom 5號，因痛恨人類濫用自然資源，認為需要大量削減人類的數量而協助魔族。
物語連結的媒介是一台筆記型電腦。
沃爾夫
麥法拉招喚出來的怪物，狼人，Phantom 7號。
德古拉
吸血鬼形象的起源，始祖中的正宗始祖，Phantom 8號。
麥法拉透過怪物連結招喚出來的概念體。
玉藻前（玉嬛）
傳說妖怪之一的九尾妖狐，Phantom 9號，同時也是關宗翔及龍天豪小時認識的玉嬛姊。
弗蘭肯
麥法拉招喚出來的怪物，科學怪人，Phantom 10號。
凡
麥法拉招喚出來的怪物，魔神仔，Phantom 11號。

### 妖魔同盟
由鴻鈞道人整合無主魔族及大部分在人間的東西方妖怪與魔鬼組成。包含八宗罪、吸血鬼真祖等等。
鴻鈞道人
妖魔同盟的首領，擁有至高神級別的力量，知道自己是在漫畫之中的後設角色。是妖魔同盟三大教主—元始天尊、通天教主、太上老君的師父。
擁有法寶「混天錄」。
白澤
傳說妖怪之一，傳說中遠古中國的聖獸，擁有極高智慧的妖怪。三十多年前被鴻鈞道人喚醒後，便開始在其旗下進行自由研究新的妖魔科技，對鴻鈞道人的「神代復甦」計畫並不感興趣。
趙誠
高官之子，為秦朝的趙高轉世，因看不下昔日至高無上的始皇帝過著扮家家酒般的凡人生活而陷害贏托。同時是八宗罪中的「貪婪」。

### 天界
拉忒彌、彌彌耶
「異能」的連結者，能使用各種特殊能力，有多重人格，不同人格有不同名稱。
聖德芬
天使之一。

### 其他角色
由兒·維斯納
凱爾特星球的第四公主，司馬羽線女主角。因為家鄉的星球毀滅而逃到地球。
瑪麗娜（Marilla）
凱爾特王室女僕長，由於由兒的招喚搭乘「神之翼」—柯爾努諾斯（Cernunnos）來到地球對付敵人，之後幫忙重建城市及協助宗翔處理中東的難民及聯合國交涉相關的事務。
稻葉未來
來自日之國的神靈候補，目前為了尋找在歐洲的某人而與宗翔同行。能看見未來的片段，時間及地點都無法決定。即便是布拉克也不認識的神秘人物，第一次見面便稱呼宗翔為「配角」。
空我法師
龍天豪的爺爺，能幫龍天豪抑制暴走的力量。
贏琳
贏托的妹妹之一，贏托被陷害後遭人口販子賣到中東，身上具有魔力。
贏練
贏托的弟弟之一，贏托被陷害後被騙去販賣器官，所幸及時被贏托救出。
基路·曼奇尼
「術法」的連結者。一名神父，是歐洲大結界的施術者。
小潔
司馬羽的青梅竹馬，會替他做便當。
林佩珊
東和高中的校花。對司馬羽抱有好感，經宗翔的暗中搓合而使兩人更親近。

## 世界觀
以現實世界地圖改編，主要改動為將俄羅斯移除，及將非洲與南美洲合併而成。但俄國這一聯邦國本身其實還在，只是國家領土小很多。
另外尚有神界及魔界，是個惡魔、超能力者、外星人等等皆已被世間普遍認知數十年以上的世界觀。
使用 R.E. 紀年，故事開始時間為 R.E. 3305年，約略等同於 C.E. 2015年的時代觀，大致上的國際情勢也會和這個年代的推演類似。

## 用語
- 物語連結（CONNECT）

連結者們透過觸摸特定媒介即可發動的能力總稱。每個人能從物語中使用的能力形式皆不同，每種能力的條件也有所出入，但皆有「載量上限」，若能力使用過度身體將無法負擔而過載死亡。
- 舞台崩解

當物語裡的事件不夠精彩完整，便會產生舞台崩解效應，目前僅發生過一次。
- EX連結（EXTREME CONNECTION）

根據各種物理學理論，藉由理之連結填滿可能性，能夠實現任何現象。宗翔的主要防身手段，極限使用時間為59秒，超過時有安全機制會強制中斷連結並陷入昏迷，直到體力恢復。
- 塔

四十年前突然出現在澳洲的神秘高塔，貫穿天界、人界、魔界，同時大量魔族湧入澳洲造成大亂。
- 歐洲大結界

四十年前澳洲遭魔族大舉入侵，基路神父逃到歐洲後展開的保護結界，天空會有魔法陣的圖樣，當初便已預期只能維持四十年。
- 海盜

在這個世紀初得到不可思議的力量的神祕犯罪組織，在海上製造出與天空相連的潮流，並藉由這道與天空疊合的潮流，穿越到各個城市進行掠奪，成員多有魔法結晶的力量。
為奪取張結仁的「神想晶核」，而大舉侵犯主角們的城市。
- 法納斯

聯合國結合異能者接受訓練後成立的特務部隊。
- 教協

世界上最大的宗教「十字教」各種教派放下成見締成的互助協約組織，主力是北十字教的「聖騎士團」和南十字教的「驅魔師」。
- 斯拉夫星際帝國

司馬羽線的主要反派陣營。

## 出版漫畫
| 集數 | 東立出版社     | 東立出版社                         |
| 集數 | 發售日期       | ISBN / EAN                         |
| ---- | -------------- | ---------------------------------- |
| 1    | 2015年7月3日   | ISBN 978-986-431-351-8             |
| 2    | 2015年12月4日  | ISBN 978-986-462-660-1             |
| 3    | 2016年4月1日   | ISBN 978-986-470-155-1             |
| 4    | 2016年10月7日  | EAN 471-094-554960-6（首刷附錄版） |
| 5    | 2017年4月7日   | EAN 471-094-555141-8（首刷附錄版） |
| 6    | 2017年10月6日  | EAN 471-094-555318-4（首刷附錄版） |
| 7    | 2018年5月7日   | EAN 471-094-555571-3（首刷附錄版） |
| 8    | 2019年2月13日  | ISBN 978-957-262-695-5             |
| 9    | 2019年12月4日  | ISBN 978-957-264-471-3             |
| 10   | 2020年9月14日  | ISBN 978-957-26-5689-1             |
| 11   | 2021年12月13日 | ISBN 978-957-268-193-0             |
| 12   | 2023年3月6日   | ISBN 978-626-360-236-6             |
| 13   | 2024年4月8日   | ISBN 978-626-02-1223-0             |
| 14   | 2025年5月19日  | ISBN 978-626-02-4556-6             |

## 外部連結
- 官方網站——顛覆正統！全新感覺！龍少年連載《配角X3》 （页面存档备份，存于）
- 作者宇文風的 Facebook 專頁 （页面存档备份，存于）
- 《配角X³》第一話完整試閱 （页面存档备份，存于）
- 東立電子書城《配角X3》連載頁面 （页面存档备份，存于）